# Ichthyophis hypocyaneus
Ichthyophis hypocyaneus es una especie de anfibio gimnofión de la familia Ichthyophiidae.
Según comunicación personal de Wilkinson citada en el sitio de la Lista Roja de la UICN, la posición taxonómica de esta cecilia ha de ser sometida a revisión.
Tomada como especie, es endémica de Java (Indonesia).
Se conoce por tres localidades en la isla. La localidad correspondiente al tipo nomenclatural es Bantén (6°30′S 106°15′E / -6.500, 106.250) (Java Occidental), mas de ella no hay citas recientes. Se citó esta cecilia por segunda vez en el 2000 en una localidad situada a una altitud de 600 m s. n. m. en Pekalongan (6°52′57″S 109°40′12″E / -6.88250, 109.67000) (Java Central). La tercera cita es reciente (del 2007), es obra de la herpetóloga Kusrini y corresponde también a una localidad situada en Java Occidental: Bodogol, cuya altitud es de 703 a 814 m s. n. m. y está situada en las estribaciones del parque nacional de los Montes Gede y Pangrango (6°46′0″S 106°56′0″E / -6.76667, 106.93333), que se extiende alrededor de esos dos conos volcánicos. Las dos primeras citas corresponden a zonas de cultivo; la tercera, a zona relativamente baja junto al bosque.
Todas las localidades son próximas a zonas protegidas, así que se considera que tal vez habite en el propio parque nacional de los Montes Gede y Pangrango, en la reserva nacional de Ranca Danau (6°9′S 105°59′E / -6.150, 105.983) (zona llamada también Rawa Danau, consistente en un lago rodeado de bosque pantanoso, con una altitud de hasta 623 m s. n. m. y situada junto a Bantén, en Java Occidental) y en la de la meseta Dieng (7°12′S 109°54′E / -7.200, 109.900) (zona pantanosa que constituye el fondo de una caldera volcánica en el kabupaten de Wonosobo, cercano a Pekalongan, en Java Central).
Aunque parece ser capaz de vivir en un hábitat transformado, puede estar en riesgo por la contaminación del suelo y del agua debida al uso de productos químicos artificiales en la agricultura.

## Morfología
Los embriones presentan tres pares de branquias externas.
Las larvas tienen un par de espiráculos branquiales detrás de la cabeza, y aletas caudales.
Los adultos son de un tamaño pequeño y variable: de 15 a 70 cm de longitud. La coloración es de marrón oscura a negra azulada, con una franja amarilla clara en cada flanco. El conjunto de anillos puede estar incompleto, y su número alcanza hasta unos 300. Estas cecilias presentan cabeza y ojos bien diferenciados, y boca grande. La mandíbula cuenta con dos hileras de dientes pequeños. En cada lado de la cara, hay un tentáculo entre el ojo y la narina. La cola es corta; y la cloaca, transversa.

## Biología y ecología
Es una especie ovípara que hace la puesta en tierra. Los huevos, de gran tamaño, son protegidos por la hembra.
Las larvas son acuáticas. Se hallan en pequeños arroyos bajo piedras y entre la hojarasca y la materia vegetal en descomposición.
Los adultos se alimentan de pequeñas culebrillas ciegas y de gusanos.